# إتيان سيريس
إتيان سيريس (بالفرنسية: Étienne Renaud Augustin Serres)‏ هو عالم وظائف الأعضاء وطبيب وعالم فرنسي، ولد في 12 سبتمبر 1786 في Clairac ‏ في فرنسا، وتوفي في 22 يناير 1868 في باريس في فرنسا.